# Jan Klokočka (motocyklový závodník)
Jan Klokočka (6. července 1949 – 17. května 2007) byl československý motocyklový závodník, reprezentant v ploché dráze.

## Závodní kariéra
Ve finále Mistrovství světa na travnaté ploché dráze skončil v roce 1983 na 11. místě v roce 1986 na 18. místě. V Mistrovství světa jednotlivců skončil nejlépe v roce 1976 na 15. místě v kontinentálním finále. V Mistrovství Československa jednotlivců skončil nejlépe na 5. místě v letech 1974 a 1976. Dvakrát vyhrál juniorské mistrovství Československa. Závodil za AMK Bateria Slaný.